# Thọ Hợp
Thọ Hợp là một xã thuộc huyện Quỳ Hợp, tỉnh Nghệ An, Việt Nam.
Xã Thọ Hợp có diện tích 17,21 km², dân số năm 1999 là 3251 người, mật độ dân số đạt 189 người/km².